# Asonada
Asonada es un tumulto, motín o disturbio que se distingue de la manifestación por su carácter violento y la perturbación del orden público. El diccionario de la RAE lo define como "Reunión tumultuaria y violenta para conseguir algún fin, por lo común político.".
Para que haya asonada basta que una parte del pueblo, más o menos numerosa, se reúna tumultuosamente y atente contra la paz pública. Las asonadas son muchas veces tentativas o comienzos de sedición, de revuelta, y aun de revolución formal.
El código penal de muchos países tipifica la asonada como un delito.

## Otros nombres
En países hipanoparlantes a la asonada se le conoce también como:
- Escrache
- Funa
- Roche[2][3]